# Gare de La Cluse
Ne doit pas être confondu avec Gare de Brion - Montréal-la-Cluse.
La gare de La Cluse est une ancienne gare ferroviaire française des lignes de Bourg-en-Bresse à Bellegarde et d'Andelot-en-Montagne à La Cluse, située sur le territoire de la commune de Montréal-la-Cluse, dans le département de l'Ain en région Auvergne-Rhône-Alpes.
Elle est fermée en 1996. Le site possédait un bâtiment voyageur ainsi qu'un entrepôt commercial, il est recensé à l'Inventaire général du patrimoine culturel depuis le 2 décembre 2008.

## Situation ferroviaire
Établie à 479 mètres d'altitude, l'ancienne gare de bifurcation de La Cluse est située au point kilométrique (PK) 36,754 de la ligne de Bourg-en-Bresse à Bellegarde, entre les gares de Nurieux (ouverte) et de Nantua (fermée). 
Elle était également située au PK 116,350 de la ligne d'Andelot-en-Montagne à La Cluse. En 1996, un raccordement direct entre ces deux lignes a été créé afin d'éviter à la relation Bourg-en-Bresse - Andelot le rebroussement en gare de La Cluse. La halte de Brion - Montréal-la-Cluse a été créée sur ce raccordement afin de remplacer la gare de la Cluse.

## Histoire

### Construction
La gare de La Cluse, dont les maîtres d'œuvre sont Lazare Mangini et ses deux fils Félix et Lucien, est construite en 1876 à la suite de la déclaration d'utilité publique du 30 mars 1867. Le projet initial prévoit d'implanter le site au nord de la route départementale 979 mais la Compagnie des Dombes, dont Lazare Mangini est le fondateur, prévoit un prolongement de la ligne jusqu'à Bellegarde-sur-Valserine où une gare a été implantée sur la ligne reliant Lyon à Genève. L'établissement du site au sud de la route départementale est donc choisit et validé en 1873. Elle a été ouverte en mars 1877 en même temps que le dernier tronçon depuis Bolozon permettant de relier Bourg-en-Bresse à La Cluse. Il s'agit donc dans un premier temps d'une gare en impasse. Le prolongement de la ligne du Haut-Bugey jusqu'à Bellegarde est ouvert le 1er avril 1882 dans la continuité du tracé existant depuis Bourg-en-Bresse.
En 1872, une étude pour la construction d'une liaison ferroviaire entre La Cluse et Saint-Claude est effectuée. Elle débouche sur une déclaration d'utilité publique publiée le 19 juillet 1880. À partir de 1885, la Compagnie des chemins de fer de Paris à Lyon et à la Méditerranée qui a absorbé la Compagnie des Dombes l'année précédente ouvre le tronçon reliant la gare à Oyonnax, puis Saint-Claude après 1889, sur ce qui formera la ligne Andelot-en-Montagne - La Cluse. La situation de la gare nécessite un rebroussement des trains en provenance de Bourg-en-Bresse pour Saint-Claude. Des aménagements, validés par une décision ministérielle du 22 mars 1885 sont effectués. Deux nouveaux trottoirs équipés de quatre grues hydrauliques et une remise ferroviaire pour machines sont construits, le réservoir à eau pour ravitailler les locomotives à vapeur est remplacé par un de plus grande capacité de 80 m3 et la grue de dix tonnes est remplacée par une de six tonnes. Par ailleurs, quatre nouvelles voies sont posées.
La ligne Andelot-en-Montagne - La Cluse est achevée le 10 août 1912, et de nouvelles modifications ont été effectuées sur la gare. Une annexe est bâtie au sud-est du bâtiment principal, la remise est agrandie et un grand abri long de 26 mètres est construit en 1909. En 1911, une gare pour les Tramways de l'Ain est édifiée à l'est. S'agissant de voie métrique, les lignes de la Compagnie des chemins de fer de Paris à Lyon et à la Méditerranée ne peuvent y être raccordées, un portique est mis en place pour déplacer les marchandises entre les wagons des différentes lignes.

### Fin d'exploitation

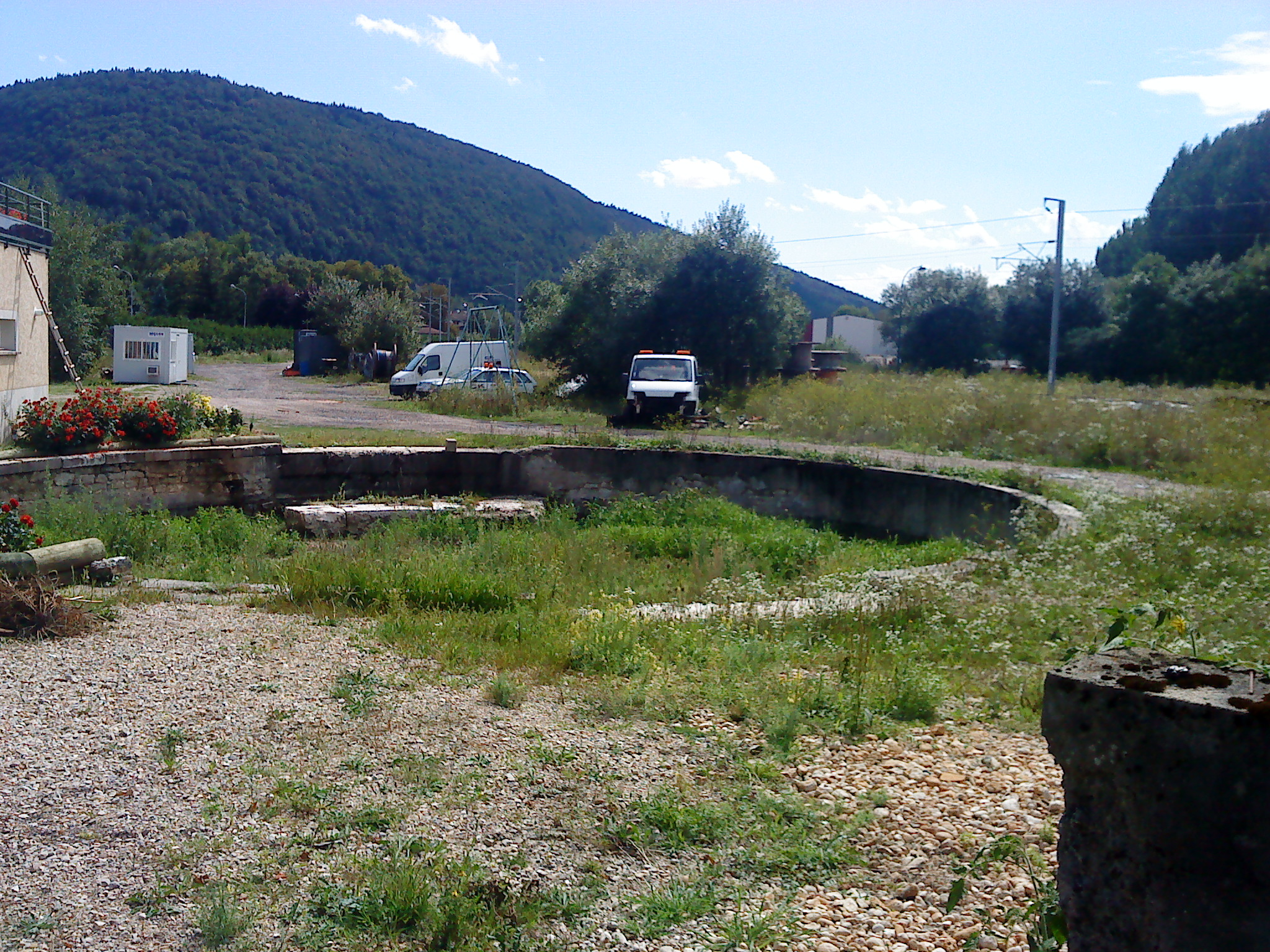
Les restes du pont tournant.

Le 27 mai 1990, le tronçon La Cluse - Bellegarde est fermé et la liaison reportée sur route. La gare se retrouve de nouveau en impasse et un nouveau tronçon est réalisé pour permettre aux trains effectuant la liaison Bourg-en-Bresse - Saint-Claude de ne plus rebrousser. La gare de Brion - Montréal-la-Cluse est construite sur ce nouveau tracé et lors de sa mise en service, la gare de La Cluse est fermée le 1er juin 1996. La remise, l'abri du quai central et le pont tournant de 17 mètres ont été démolis. Le poste d'aiguillage Vignier construit en 1937 a été transféré à la Cité du train de Mulhouse. Après sa désaffectation le bâtiment voyageur a été cédé à une entreprise d'import-export et un arrêt situé à proximité est desservie par un service routier de cars TER Rhône-Alpes entre Brion - Montréal-la-Cluse et Bellegarde.
Des travaux de modernisation sont effectués sur la ligne du Haut-Bugey entre 2007 et 2010. Mais l'exploitation du tronçon La Cluse - Bellegarde par des Transports express régionaux n'est pas programmé et les voies et quais de la gare ont été démolis.

## Gare

### Bâtiments voyageurs
Les matériaux utilisés pour la construction des bâtiments sont le moellon en calcaire enduit, avec un toit couvert de tuiles mécaniques. Le bâtiment voyageurs est typique de ceux de la Compagnie des Dombes et des chemins de fer du sud-est, il est muni d'un sous-sol et d'un étage auquel on accède par un escalier intérieur. Ce bâtiment comporte cinq travées permettant l'accès aux voies.

### Voies et quais
La gare est composée de deux quais. Celui accolé au bâtiment voyageur était couvert par un auvent à charpente métallique et une couverture plastique. Il est agrandi à l'est par un corps en forme de L et le toit se termine par une croupe. Le quai central est couvert par un grand abri long de 26 mètres.

### Bâtiments du personnel et de services
À l'est du site sont bâtis la cantine et le logement du personnel qui ont remplacé le remise à lanterneau dont le seul vestige est le pignon découvert à son extrémité ouest. Ceux-ci possèdent des baies en arc segmentaire.
À proximité de ce dernier, le réservoir métallique servant à l'alimentation des machines à vapeur n'a pas été démoli. À l'ouest du site, des lampisterie et huilerie ainsi qu'un entrepôt était du même style que le foyer des roulants avec des baies en arc segmentaire.